# Kōhei Inoue
Kōhei Inoue (jap. 井上 公平, Inoue Kōhei; * 5. Oktober 1978 in der Präfektur Osaka) ist ein ehemaliger japanischer Fußballspieler.

## Karriere
Inoue erlernte das Fußballspielen in der Jugendmannschaft von JEF United Ichihara. Seinen ersten Vertrag unterschrieb er 1997 bei JEF United Ichihara. Der Verein spielte in der höchsten Liga des Landes, der J1 League. Für den Verein absolvierte er 20 Erstligaspiele. 2000 wechselte er zum Zweitligisten Albirex Niigata. Für den Verein absolvierte er 55 Spiele. 2002 wechselte er zum Drittligisten Sagawa Express Tokyo. Ende 2006 beendete er seine Karriere als Fußballspieler.

## Erfolge
JEF United Ichihara
- J.League Cup

Finalist: 1998